# Arturo Chelini
Arturo Chelini (Lucca, 9 dicembre 1877 – Lucca, 4 gennaio 1942) è stato un pittore italiano.

## Biografia
Dopo aver frequentato l'Istituto di belle arti della città natale, si trasferì presso la Scuola Professionale di Firenze. Le sue eccellenti doti gli permisero di essere notato e venire inviato a perfezionare gli studi a Venezia. Nella città lagunare, infatti, il Corso Libero di Pittura raccoglieva in quegli anni gli allievi di migliore talento, offrendo gl'insegnanti più accreditati. In tale occasione Chelini si avvicinò con successo alla moda dei pittori "lunatici". 
Suoi maestri furono Michele Marcucci, Luigi Nono e, infine, Alceste Compriani.
Quest'ultimo lo ebbe come allievo prediletto e, quando dall'Accademia di belle arti di Napoli fu invitato a dirigere quella di Lucca (1900 - 1921), volle la preziosa collaborazione del giovane Chelini, oramai abilitato all'insegnamento.
Nel corso degli anni Trenta tiene una rubrica sul quotidiano Il Telegrafo, dedicata alle bellezze monumentali della città di Lucca.
Il maestro, malgrado la partecipazione a importanti mostre, praticamente non si muoverà più dalla città natale, dove muore il 4 gennaio 1942.

## L'arte
Nelle sue opere usò tecniche diverse, spesso sapientemente mescolate: matita, pastello, acquerello e china. 
Ottimo paesaggista, il Museo Nazionale di Palazzo Mansi e Pinacoteca Nazionale di Lucca () possiede, tra gli altri, il quadro "l'Ozzeri a Montuolo", eccelse nel disegno (si ricorda l'opera intitolata "La Vedova", dal forte contenuto psicologico). Sua la decorazione della chiesa di Limano (Bagni di Lucca) e di diversi palazzi lucchesi.
Menzionato in tutti i dizionari di pittura, occupa una posizione di spicco fra i macchiaioli del tardo ottocento toscano, anche se la sua tecnica è di stesura quasi chiarista.